# Lunca Leșului, Bistrița-Năsăud
Lunca Leșului (germană Lunka bei Lesch) este un sat în comuna Leșu din județul Bistrița-Năsăud, Transilvania, România.